# حيز تراوبه الهلالي
حيز تراوبه الهلالي هو حيز تشريحي ذو أهمية إكلينيكية. وهو حيز على شكل هلال تحيط به الحافة السفلية من الرئة اليسرى، والحد الأمامي من الطحال، والهامش الضلعي الأيسر، والهامش السفلي من الفص الأيسر للكبد. وبالتالي فإن علامات سطحه هي على التوالي الضلع السادس الأيسر متفوقًا، والخط الإبطي الأوسط الأيسر أفقيًا، والهامش الضلعي الأيسر دون المستوى.

## قرع لتضخم الطحال
يبلغ طول الطحال البشري الطبيعي حوالي 125 ملم ويعد تضخم الطحال علامة سريرية مهمة. هناك احتمالان لتقييم تضخم الطحال في الفحص السريري: الإيقاع والجس. يمكن عمل قرع في هذه المساحة.
تقع المعدة أسفل مساحة التروب، والتي تنتج صوتًا طبليًا عند القرع. قد تشير بلادة النقر فوق مساحة التروب إلى تضخم الطحال، على الرغم من أن هذا يمكن أن يكون أيضًا نتيجة طبيعية بعد تناول وجبة أو قد يشير إلى أمراض معينة مثل تضخم الفص الأيسر للكبد أو كتلة قاع العين أو الانصباب الجنبي الأيسر أو الانصباب التاموري الهائل. قد يكون تقييم البلادة إلى الإيقاع أكثر صعوبة لدى مرضى السمنة.
وجدت مراجعة منهجية أجرتها الفحص السريري العقلاني عام 1993 أنه كاختبار لتضخم الطحال، فإن النقر فوق مساحة التوب ينتج حساسية ونوعية بنسبة 62٪ و 72٪ على التوالي. قد تكون الخصوصية أعلى إذا لم يأكل المريض في آخر ساعتين.

## المسماة
سميت باسم لودفيج تراوب على الرغم من وصفها لأول مرة من قبل تلميذه في عام 1868. طريقة أخرى وصفها دونالد أو.استل في عام 1967 (علامة كاستل).

## الروابط الخارجية
- الصورة في luc.edu